# Caciocavallo
El caciocavallo és una denominació genèrica que designa un formatge de pasta filada originari de la Itàlia meridional.

## Etimologia i difusió
El nom deriva del llatí caseus (formatge) caballus (cavall), formatge a cavall. Aquesta etimologia prové de la tècnica d'afinació del producte, unit per dues «peres», a cavall sobre un suport horitzontal. D'aquí la paraula, i el mateix producte, ha estat difós àmpliament a les gastronomies:
- romanesa: cașcaval;
- búlgara: кашкавал;
- sèrbia: качкаваљ;
- croata: kačkavalj;
- hongaresa: kaskaval;
- turca: kaşkaval;
- siriana i libanesa: قشقوان (qaxqawān) utilitzat per a gratinar la manqúixa.[3]

## El caciocavallo italià
La forma típica del caciocavallo italià és en forma de pera tot rodó i amb un cap rodó; de vegades es fa servir parafina per a la seva conservació. El seu pes varia entre 1 i 2,5 kg.
El caciocavallo és fabricat exclusivament a partir de llet sencera provenint de bovins de les regions de Basilicata, Calabria, Campania, Molise i Pulla. El caciocavallo és fet amb la llet particularment grassa de les vaques de la raça Podolica, amb només l'afegitó de quall, de ferments lactics i de sal. Aquestes vaques són criades a la natura, gairebé com si fossin ovelles: pasturen pastures mediterrànies a les estepes de les Apenins en biòtops plens d'arbustos i de plantes de sotaboscos. La presència de plantes aromàtiques a la zona on l'animal s'alimenta caracteritza les seves notes aromàtiques i els seus perfums, i així, per exemple, a la primavera, pot agafar un color lleugerament rosa característic per les maduixes que l'animal ha ingerit.
El caciocavallo té un gust únic i saborós: lletós, molt poc salat, aromàtic, agradable, que es fon a la boca, delicat i suau quan el formatge és jove, i més punxant amb la maduració. Està particularment adaptat a l'alimentació dels nens, de les persones grans i dels esportistes. Es degusta generalment sol per al seu gust molt refinat, o pot ser acompanyat d'un vi negre o d'un vi blanc escumós suau.
Diferent del provolone de gust molt més marcat i de maduració més llarga, és sovint objecte de confusió.
Caciocavallo és el rei dels formatges més antics i típic d'Itàlia meridional. En l'any 500 abans de Jesucrist ja, Hipòcrates, en un dels seus discursos sobre l'art i els recursos que tenien els grecs per preparar el «cacio», ja mencionava la seva existència. L'origen del nom d'aquest formatge és en paral·lel amb un costum que consistia a penjar les pedres de molí sobre un cavall amb un bastó horitzontal.
Típic de totes les regions que han format el Regne de les Dues Sicilies, té una gran reputació. Una varietat anomenada Caciocavallo Silano, és el caciocavallo sicilià, que al seu torn pot ser anomenat Caciocavallo Ragusano (DOP) o Caciocavallo de Godrano, o Caciocavallo Podolico.